# Фристайл-слалом

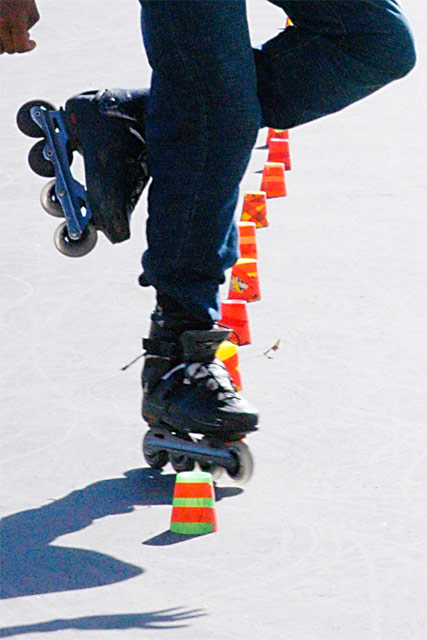

Фристайл-слалом (стайл-слалом, артистик-слалом, фигурный слалом) — вид роллер-спорта, в котором спортсмен на роликовых коньках (роллер) под музыку выполняет последовательность различных технико-артистических элементов на ровной горизонтальной площадке, уставленной линиями специальных небольших конусов («фишек», «стаканов»). Внешне это похоже на танец на роликах, фигурное катание и слалом одновременно.
По этой дисциплине проводятся соревнования вплоть до чемпионата мира. На таких соревнованиях участникам предлагается за установленное время — от 1 минуты 45 секунд до 2 минут, продемонстрировать свою программу. Программа показывается на трёх параллельно выставленных дорожках по 20 конусов. Расстояние между центрами конусов — 0.5, 0.8 и 1.2 метра, а между дорожками — 2 метра. Оценки выставляют четверо судей, по таким качествам, как:
- техника (technique) — сложность элементов и переходов между ними, скорость исполнения элементов;
- стиль (style) — красота выполнения элементов и переходов, оценка дополнительных элементов, как то: шпагаты, растяжки и т. п.;
- управление (gestion, management) — оценка обязательных элементов, соответствие программы музыке.

А ещё назначаются штрафы (penalties) за сбитые фишки и несоответствие длительности выступления отведённому времени, которые вычитаются из общей оценки.
В настоящее время существуют несколько международных ассоциаций, проводящих соревнования в различных странах мира. Старейшей из них является IFSA (International Freestyle Skaters Association) которая проводит Чемпионат Мира по данному виду спорта.
В России слалом развивается с середины девяностых годов. В 2003 Екатерина Вороничева стала чемпионкой Европы. С тех пор члены Team Russia (команды лучших роллеров России, отобранных по результатам региональных соревнований) завоевали немало наград как в артистик-слаломе, так и в спид-слаломе.